# Агенор (син на Антенор)
Вижте пояснителната страница за други значения на Агенор.
Агенор (на гръцки: Ἀγήνωρ) е троянски герой, участвал в Троянската война, син на Антенор и Теано, баща на Ехекъл. Участва в двубой с Ахил, в който е спасен от Аполон. Убит е от Неоптолем.
Когато Ахил разгромява цялата армия на Троя, Агенор е първият троянец, който спира бягството си от развилнелия се Ахил. Агенор убива двама души във войната. Според Павзаний Агенор е убит от сина на Ахил, Неоптолем, когато ахейците щурмуват Троя през Троянския кон.